# Apriona
Apriona is een kevergeslacht uit de familie van de boktorren (Cerambycidae). De wetenschappelijke naam van het geslacht werd voor het eerst geldig gepubliceerd in 1852 door Chevrolat.

## Soorten
Apriona omvat de volgende soorten:
- Apriona ammiralis Breuning, 1935
- Apriona aphetor (Newman, 1842)
- Apriona brunneomarginata (Breuning, 1948)
- Apriona buruensis Ritsema, 1898
- Apriona chemsaki Hua, 1986
- Apriona cinerea Chevrolat, 1852
- Apriona cylindrica (Thomson, 1857)
- Apriona elsa Kriesche, 1920
- Apriona flavescens Kaup, 1866
- Apriona germarii (Hope, 1831)
- Apriona irma Kriesche, 1920
- Apriona jakli Jiroux, 2011
- Apriona jossoi Jiroux, 2011
- Apriona juheli Jiroux, 2011
- Apriona marcusiana Kriesche, 1920
- Apriona minettii Jiroux, 2011
- Apriona moratii Jiroux, 2011
- Apriona multigranula Thomson, 1878
- Apriona neglecta Ritsema, 1911
- Apriona novaeguineae Gilmour, 1958
- Apriona pascoei Gilmour, 1958
- Apriona paucigranula Thomson, 1878
- Apriona punctatissima (Kaup, 1866)
- Apriona rixator (Newman, 1842)
- Apriona rugicollis Chevrolat, 1852
- Apriona sublaevis Thomson, 1878
- Apriona submaculosa Pic, 1917
- Apriona swainsoni (Hope, 1840)
- Apriona teocchii Jiroux, 2011
- Apriona tigris Thomson, 1878
- Apriona trilineata Chevrolat, 1852
- Apriona tuberosicollis Fuchs, 1961
- Apriona unidentata Pic, 1936
- Apriona vagemaculata Breuning, 1948